# Blattodea
I blattoidei (Blattodea, comunemente blatte o scarafaggi) sono un ordine di insetti eterometaboli. L'ordine comprende oltre 4 000 specie, divise in 6 famiglie. Sono insetti cosmopoliti, diffusi ovunque, tranne che nelle regioni polari e alle altitudini superiori ai 2000 m.

## Storia e filogenesi
I più antichi resti fossili di blattoidei risalgono al Carbonifero, tra 354 e 295 milioni di anni fa. Le principali differenze morfologiche riguardano la lunghezza dell'ovopositore, che è andata riducendosi nel corso dell'evoluzione. La comparsa delle forme moderne risalirebbe al primo Cretaceo.
In merito alla filogenesi, è accertata la relazione con gli ordini Mantodea (mantidi) e Isoptera (termiti). Differenti, secondo gli Autori, sono le interpretazioni relative all'albero filogenetico: una tesi propende per una relazione più stretta fra Blattoidei e Mantodei, mentre una seconda mette in relazione i Blattoidei con gli Isotteri.
|  | Isoptera                                               |
|  |                                                        |
|  | \| \| Mantodea \| \| \| \| \| \| Blattodea \| \| \| \| |
|  |                                                        |
|  | Mantodea                                               |
|  |                                                        |
|  | Blattodea                                              |
|  |                                                        |

|  | Mantodea  |
|  |           |
|  | Blattodea |
|  |           |

|  | Isoptera                                               |
|  |                                                        |
|  | \| \| Mantodea \| \| \| \| \| \| Blattodea \| \| \| \| |
|  |                                                        |
|  | Mantodea                                               |
|  |                                                        |
|  | Blattodea                                              |
|  |                                                        |

|  | Mantodea  |
|  |           |
|  | Blattodea |
|  |           |

|  | Mantodea                                               |
|  |                                                        |
|  | \| \| Isoptera \| \| \| \| \| \| Blattodea \| \| \| \| |
|  |                                                        |
|  | Isoptera                                               |
|  |                                                        |
|  | Blattodea                                              |
|  |                                                        |

|  | Isoptera  |
|  |           |
|  | Blattodea |
|  |           |

|  | Mantodea                                               |
|  |                                                        |
|  | \| \| Isoptera \| \| \| \| \| \| Blattodea \| \| \| \| |
|  |                                                        |
|  | Isoptera                                               |
|  |                                                        |
|  | Blattodea                                              |
|  |                                                        |

|  | Isoptera  |
|  |           |
|  | Blattodea |
|  |           |

Altre ipotesi, infine, considerano il raggruppamento dei Blattoidei essere parafiletico.

## Descrizione

### Morfologia

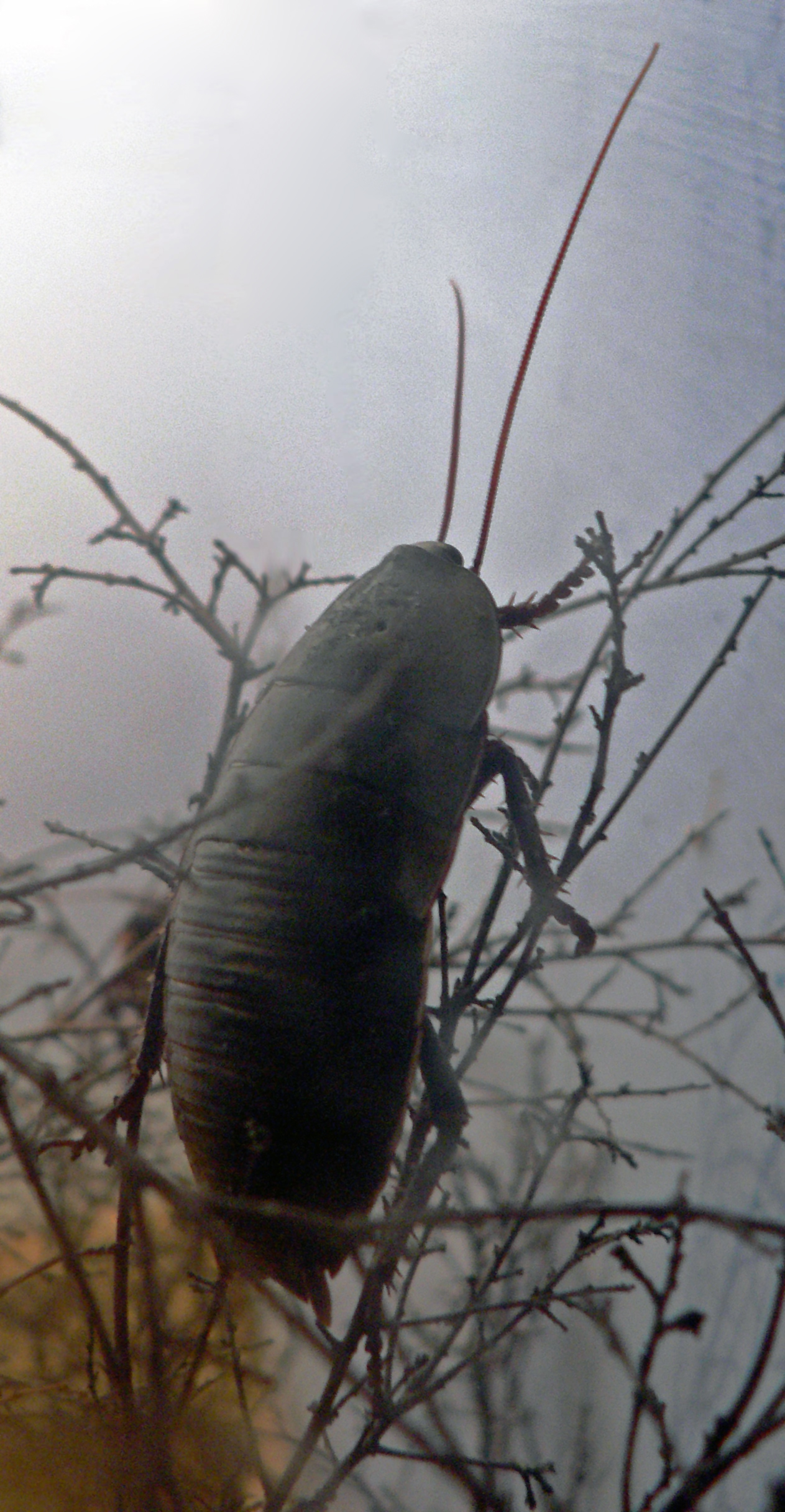
Macropanesthia rhinoceros, la blatta necrofaga gigante australiana.

I Blattodei sono insetti dal corpo depresso in senso dorso-ventrale e dai colori poco appariscenti, generalmente bruno. Le dimensioni variano moltissimo, secondo la specie, con estremi che vanno dai 3 mm di lunghezza delle Nocticola sp. agli oltre 8 cm della Gromphadorhina portentosa del Madagascar e della Macropanesthia rhinoceros dell'Australia.
Il capo è ipognato, talvolta rivolto con le appendici boccali all'indietro. È provvisto di antenne relativamente lunghe e filiformi, composte da numerosi articoli. Gli occhi sono a volte assenti, ma in genere ben sviluppati, disposti lateralmente rispetto all'inserzione delle antenne, gli ocelli in numero di due. L'apparato boccale è masticatore tipico, con palpi mascellari e labiali composti rispettivamente da 5 e 3 articoli. Le mandibole sono corte e robuste.
Il torace ha il pronoto espanso anteriormente fino a ricoprire il capo, con margine anteriore marcatamente convesso e margini laterali laminari; in alcune specie può avere conformazioni bizzarre, come ad esempio in Gromphadorhina portentosa. È frequente il meiotterismo, fino all'assenza totale di ali e, in alcune specie, il dimorfismo sessuale dovuto al differente sviluppo delle ali. Quando sono presenti, le ali anteriori sono differenziate in tegmine e, quindi, debolmente e uniformemente sclerificate; quelle posteriori mostrano una regione anale ben sviluppata. In fase di riposo, le tegmine sono ripiegate orizzontalmente sull'addome e reciprocamente incrociate. Le zampe sono sottili ma robuste, adattate alla funzione cursoria. Nel genere Geoscapheus le zampe anteriori sono fossorie. Le coxe sono allungate, i tarsi formati da 5 segmenti, con il primo più lungo degli altri. I pretarsi mostrano unghie ben sviluppate, fra le quali è presente l'arolio o, talvolta, l'empodio.
L'addome è composto da 10 uriti, provvisto di cerci pluriarticolati. Nelle femmine, l'ovopositore è breve.

### Anatomia
L'apparato digerente ha un discreto grado di differenziazione, con specializzazioni tipiche della funzione masticatoria e, in alcuni casi, adattate a specifici regimi dietetici: in particolare mostra un marcato sviluppo dell'ingluvie e del ventriglio e diversi diverticoli ciechi, in numero di 8-10. Nelle specie xilofaghe del genere Cryptocercus e della sottofamiglia delle Panesthiinae sono presenti Protozoi Flagellati e batteri simbionti nel proctodeo, permettendo la digestione della cellulosa. Questo carattere avvicina questo genere agli Isotteri, insetti xilofagi per eccellenza. L'apparato escretore comprende 60-70 tubi malpighiani riuniti in più gruppi distinti.

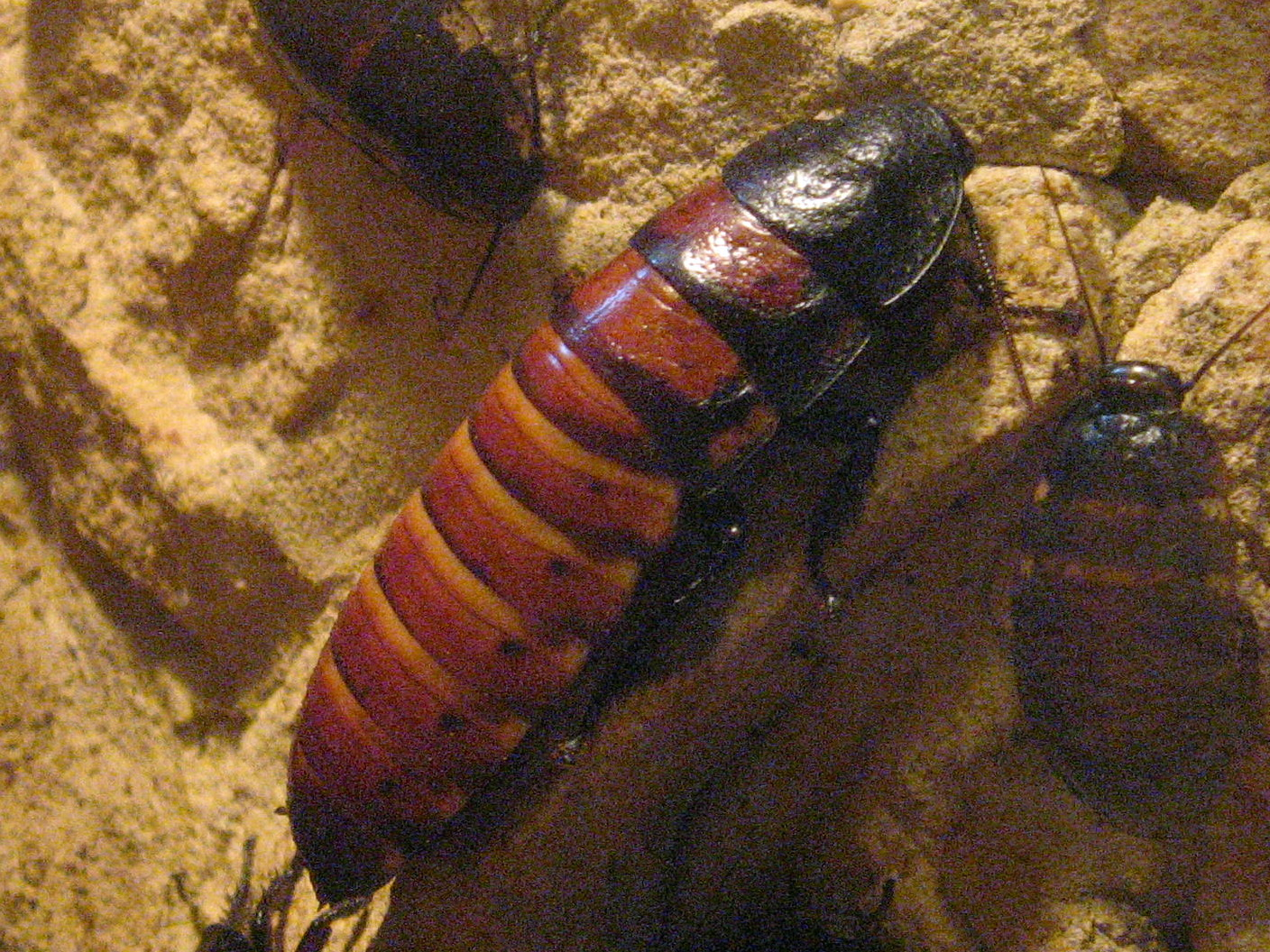
Gromphadorhina portentosa, la blatta fischiante del Madagascar

L'apparato secretore è caratterizzato principalmente per la presenza di ghiandole repugnatorie e ghiandole odorifere attrattive. Lo sbocco delle ghiandole repugnatorie si ha in corrispondenza degli uriti V e VI, in posizione ventrale. Quelle odorifere sboccano dorsalmente in corrispondenza degli uriti VI-VIII. Le ghiandole repugnatorie emettono sostanze maleodoranti e hanno un effetto repellente, quelle odorifere svolgono un ruolo nella vita di relazione in quanto la loro emissione, da parte dei maschi, precede l'accoppiamento.
L'apparato respiratorio comprende 8 paia di stigmi, di cui due nel torace e sei nell'addome.
Il funzionamento del sistema nervoso centrale e di quello respiratorio evidenziano la natura metamerica del corpo degli Insetti soprattutto nel caso di un ordine sostanzialmente primitivo come quello dei Blattoidei. È stato riscontrato che la Periplaneta americana decapitata, può essere mantenuta in vita per alcune settimane ricorrendo ad alcuni accorgimenti. Ciò è un'evidente conseguenza della decentralizzazione di alcune funzioni vitali, come, ad esempio, la respirazione tracheale e il controllo neurovegetativo e motorio affidato, in buona parte, ai gangli ventrali.
L'apparato riproduttore comprende gonadi composte da 30-40 testicoliti nei testicoli (maschio) e da 8 ovarioli negli ovari. Nelle femmine, la vagina è in connessione con una camera genitale e con la spermateca.

## Biologia

### Alimentazione

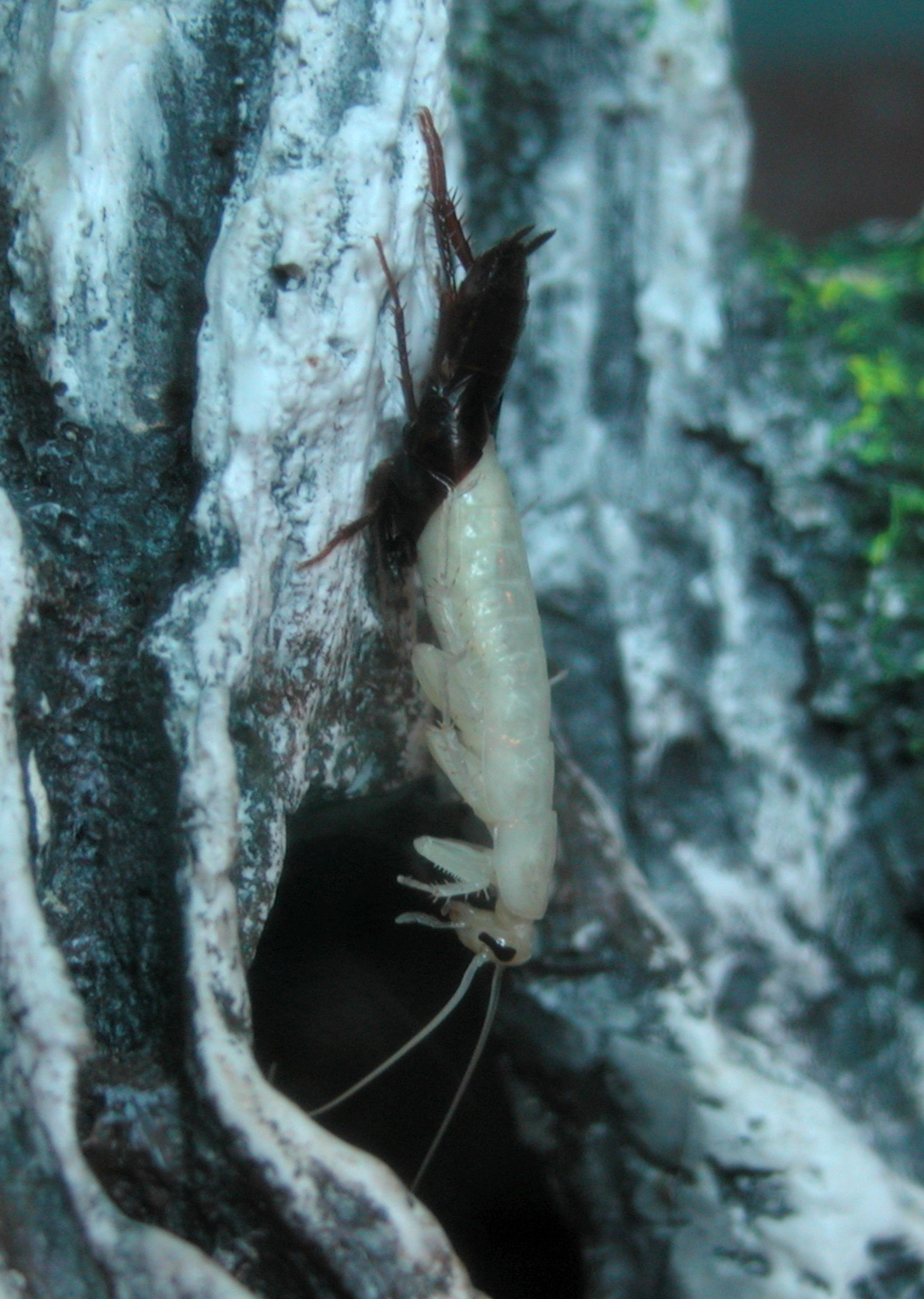
Blatta orientalis durante una muta

Il regime dietetico della maggior parte dei Blattoidei è fitofago, con una spiccata tendenza, in molte specie, all'onnivoria e alla saprofagia. La base alimentare dei Blattoidei è rappresentata da materiali amilacei o zuccherini, perciò sono di particolare importanza le specie domestiche per le infestazioni a carico delle derrate alimentari. Non mancano casi di predazione e nella stessa P. americana si è osservata l'alimentazione a spese di cimici dei letti. Occasionalmente si può verificare anche il cannibalismo.
Un regime dietetico particolare è quello degli scarafaggi xilofagi, che fanno capo alle sottofamiglie Panesthiinae e Cryptocerciinae. La simbiosi con microrganismi cellulosolitici permette a questi blattoidei di alimentarsi a spese del legno morto.

### Ciclo

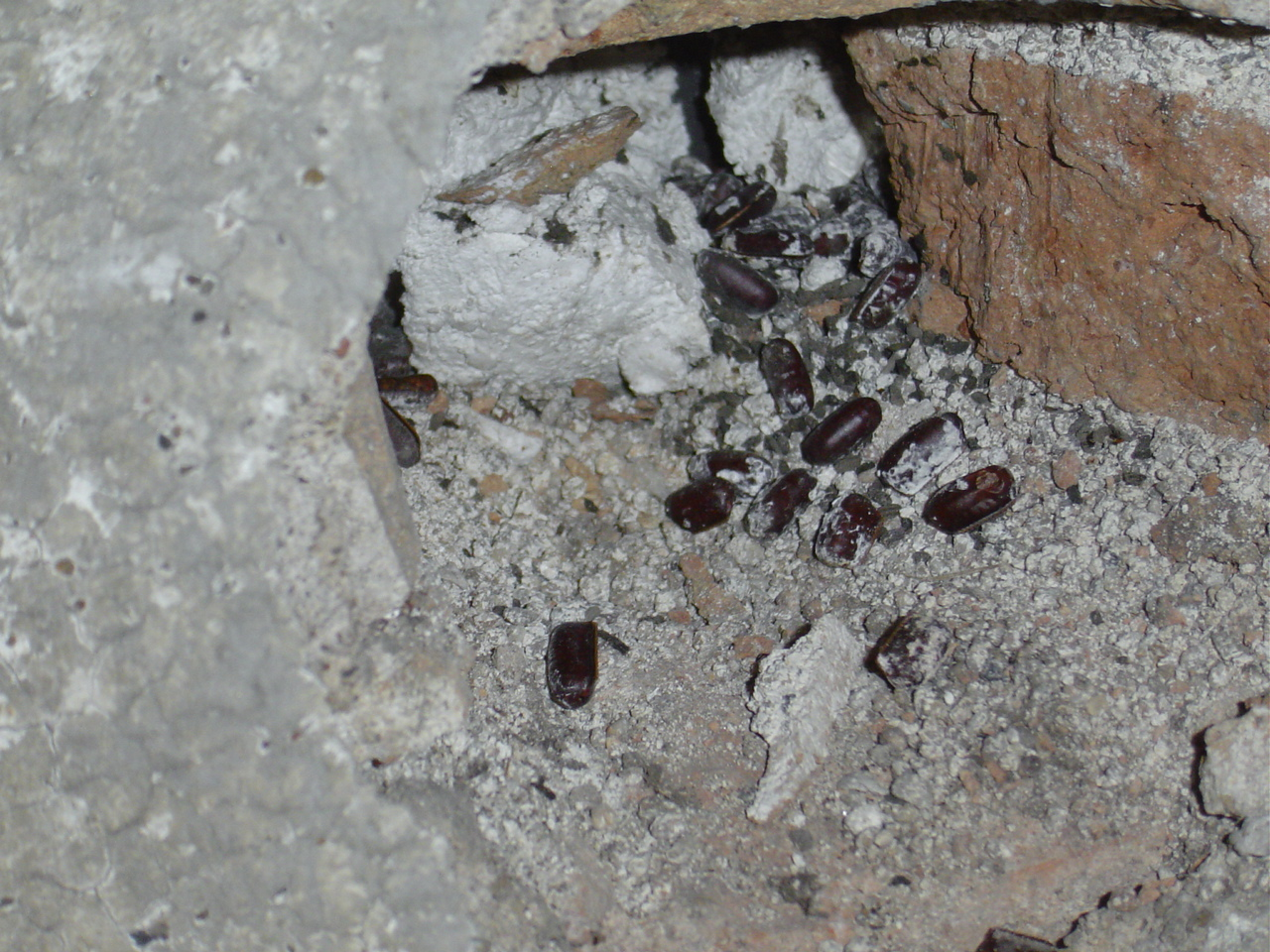
Ooteche di blatte

I Blattoidei sono insetti paurometaboli oppure, nelle forme attere, pseudoametaboli. Il ciclo di sviluppo è piuttosto lento e si svolge in un intervallo di alcuni mesi o, addirittura, di alcuni anni, secondo la specie e le condizioni ambientali. Ad esempio, la Blattella germanica completa il suo sviluppo in circa 6 mesi, mentre la Periplaneta americana richiede in media tempi di sviluppo di 6-12 mesi. Tuttavia, per quest'ultima specie sono citati in letteratura casi di sviluppi postembrionali che hanno richiesto anche 19 o 34 mesi.
Nel corso dello sviluppo, i Blattodei subiscono in genere 5-6 mute, ma talvolta si possono avere anche più di 10 mute. Lo sviluppo passa attraverso gli stadi di neanide e, successivamente, nel caso dei paurometaboli, di ninfa. I giovani nascono in uno stadio immaturo, detto preneanide, hanno un colore biancastro e diventano scuri dopo poche ore. Nelle prime fasi di vita, le neanidi vivono vicino alla madre e, talvolta, si riscontrano anche casi di cure parentali.

### Habitat
Le blatte colonizzano svariati ambienti, ma in generale prediligono i luoghi umidi e poco illuminati. Vivono all'aperto, nelle foreste e nelle campagne, riparandosi nella lettiera o sotto i sassi o in anfratti vari, oppure all'interno di edifici. Pur essendo una ristretta minoranza, le specie domestiche, commensali dell'uomo, sono quelle che riscuotono il maggior interesse.
Altre specie hanno habitat particolari, alcune sono acquatiche o semiacquatiche, altre, infine, vivono come commensali nei nidi di formiche e termiti.

### Riproduzione

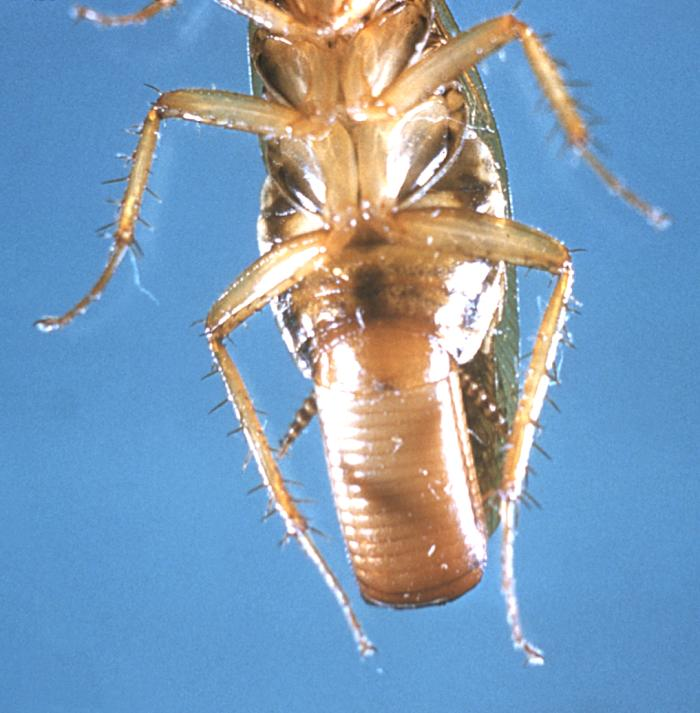
Femmina di Blattella germanica con ooteca

La riproduzione è ordinariamente sessuata (anfigonia), mentre la partenogenesi interessa pochissime specie e in contesti particolari. Ad esempio, nella specie Nauphoeta cinerea, la partenogenesi è occasionale e si verifica in alcune femmine e se isolate dai maschi. Un tipico caso di partenogenesi geografica è invece riscontrato nello scarafaggio del Suriname (Pycnoscelus surinamensis): questa specie, diffusa in diverse regioni tropicali e temperate, è tipicamente anfigonica, ma negli Stati Uniti sono presenti solo popolazioni partenogenetiche a causa dell'assenza dei maschi.
La generalità dell'ordine è rappresentata da specie ovipare, ma si riscontrano anche casi di ovoviviparità o di viviparità. Le femmine depongono le uova, in numero variabile secondo la specie, dell'ordine di diverse decine, all'interno di ooteche. L'ooteca è una capsula formata con il secreto delle ghiandole colleteriche ed è suddivisa in cellette verticali, ciascuna contenente un uovo, disposte su due serie allineate. Ogni femmina può produrre più ooteche nel corso della sua vita e a seguito di un unico atto riproduttivo. L'ooteca viene trattenuta dalla femmina nell'estremità dell'addome e depositata un po' prima della schiusa in un ambiente adatto, in genere rappresentato da un luogo riparato, umido e oscuro. Nelle specie ovovivipare e vivipare, l'ooteca viene riassorbita oppure trattenuta all'interno dell'apparato genitale e l'incubazione si svolge perciò all'interno del corpo della madre.

### Predatori
Fra i nemici naturali più attivi si citano i ragni e gli Imenotteri della famiglia Evaniidae. Si tratta di parassitoidi-predatori oofagi le cui larve, poco conosciute, si sviluppano a spese delle ooteche dei Blattoidei. Nella regione paleartica le specie più attive sono Evania appendigaster, cosmopolita e piuttosto comune negli ambienti frequentati dagli scarafaggi domestici e Brachygaster minuta. Altro parassitoide oofago di scarafaggi domestici, citato in letteratura, è il Calcidoideo Tetrastichus hagenowi (Hymenoptera: Eulophidae).
Fra i predatori si citano invece gli Imenotteri della sottofamiglia Ampulacinae (Hymenoptera: Sphecidae), che predano piccoli Blattoidei silvestri, in particolare del genere Ectobius e i Miriapodi Chilopodi del genere Scolopendra, comunemente noti come centopiedi.

## Etologia

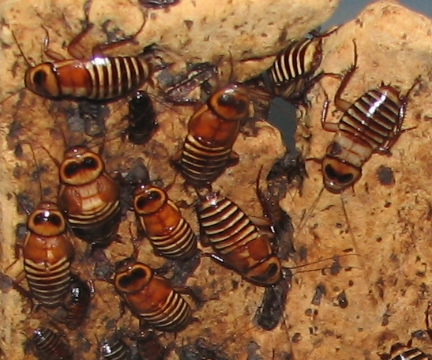
Eurycotis dicipiens, specie silvestre tropicale. Le aggregazioni sono un aspetto etologico ricorrente in questo ordine.

Sull'etologia dei Blattoidei sono stati condotti molti studi, ma le informazioni sono tuttavia ancora limitate. Due sono gli aspetti di maggior interesse: le cure parentali e la vita di relazione.
Le cure parentali sono state documentate in molte occasioni e in generale riguardano diverse specie ovipare. Le femmine rivolgono attenzioni verso le ooteche proprie e, talvolta, depositate da altre femmine, saggiandole con i palpi e le antenne e aiutando le preneanidi a fuoriuscire. In generale le neanidi delle specie vivipare e ovovivipare tendono a disperdersi alla nascita, ma in diverse specie ovipare è stata riscontrata una protezione da parte della madre nei confronti delle neonate. In particolare, in alcune specie, le giovani neanidi sono accolte sul corpo della madre, che provvede anche al loro trasporto oltre che a dare rifugio.
La vita relazionale è in generale evidenziata da una tendenza al gregarismo e comportamenti basati sui segnali chimici, come la marcatura dei passaggi per la ricerca del cibo, attraverso le deiezioni, oppure il richiamo sessuale dei maschi verso le femmine, con il secreto delle ghiandole odorifere. Altri studi hanno messo in evidenza una forma di autoregolazione dei rapporti tra cooperazione e competizione finalizzati allo sfruttamento ottimale delle risorse ambientali. Di particolare importanza, sotto l'aspetto evolutivo, è la vita relazionale delle specie xilofaghe del genere Cryptocercus, in quanto è considerata una forma primitiva di aggregazione sociale assimilabile a quella delle termiti.
In merito ai comportamenti etologici individuali, i Blattoidei sono generalmente insetti con abitudini notturne e piuttosto schivi. Un'eccezione è lo scarafaggio asiatico (Blattella asahinai) che è attratto dalla luce. Sono cattivi volatori ma, in compenso, eccezionali corridori, dotati di una notevole velocità di movimento. Hanno uno spiccato senso di orientamento e in caso di pericolo raggiungono rapidamente il loro rifugio. Alcune specie sono in grado di volare, anche in modo grossolano e per brevi tragitti, sebbene alcune di esse siano anche in grado di arrampicarsi sui muri.
Un altro aspetto comportamentale di notevole importanza, sotto l'aspetto pratico, è l'abitudine degli scarafaggi a defecare e rigurgitare durante l'alimentazione sullo stesso substrato.

## Sistematica e diffusione

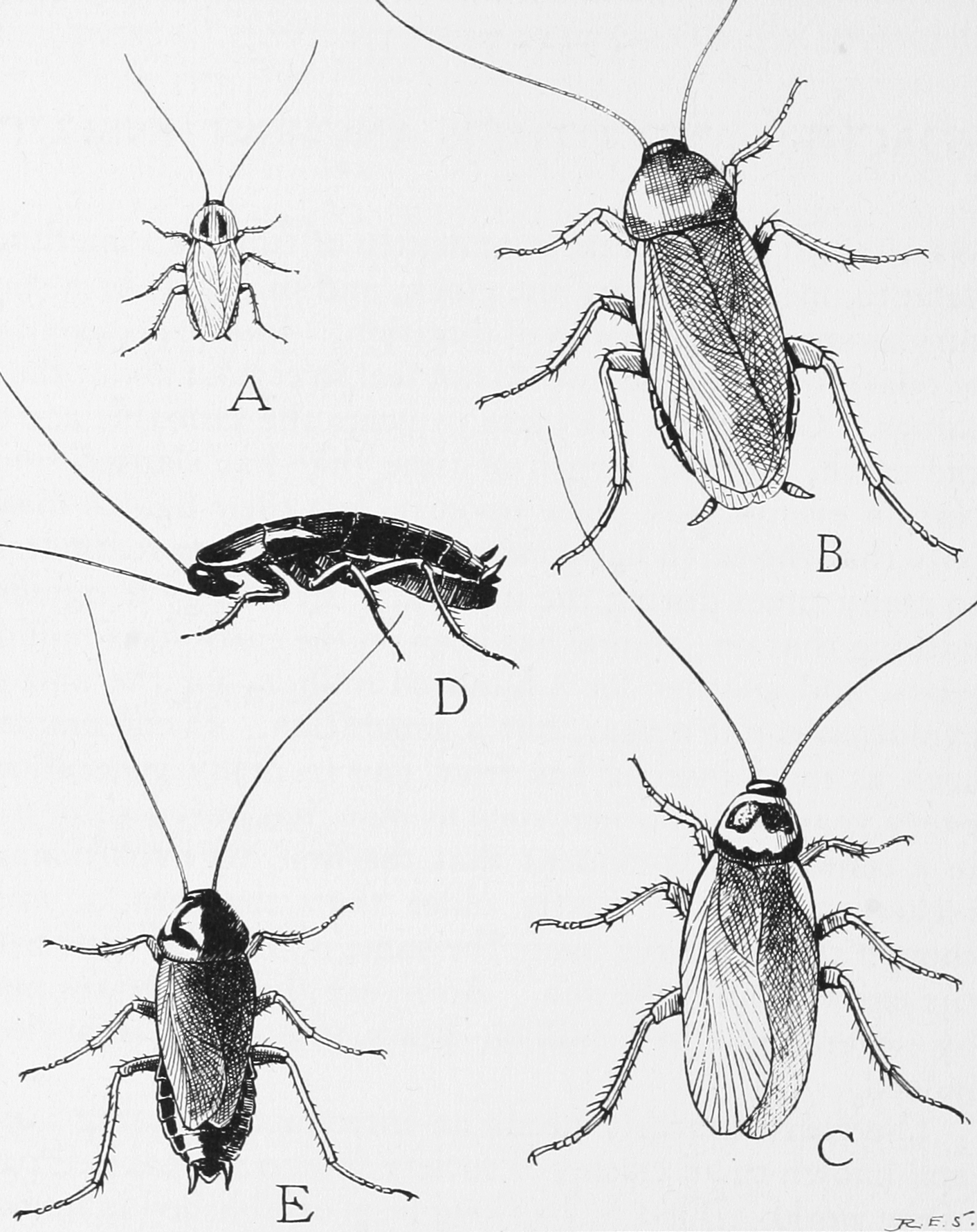
Alcune comuni specie di Blattoidei domestici in una tavola di Snodgrass:
A. Blattella germanica
B. Periplaneta americana
C. Periplaneta australasiae
D. Blatta orientalis (femmina)
E. Blatta orientalis (maschio).

Attualmente, sulla base delle suddette relazioni filogenetiche, i Blattoidei sono inquadrati al rango di sottordine nell'ordine Dictyoptera, comprendente anche i vecchi ordini dei Mantodea e degli Isoptera, anch'essi inquadrati come sottordini dei Dictyoptera. La tradizionale classificazione, che scorporava i Dictyoptera nei tre ordini è ancora largamente adottata nella classificazione pratica basata fondamentalmente sulla morfologia e sulla funzionalità.
L'ordine comprende oltre 4 000 specie ripartite in circa 460 generi. Trattandosi di un raggruppamento sistematico ancora poco studiato, si presume che un numero imprecisato di specie sia ancora sconosciuto e che la sistematica interna sarà soggetta a future revisioni. Attualmente l'ordine si suddivide in 6 famiglie secondo il seguente schema:
- Blaberidae
- Blattellidae
- Blattidae
- Cryptocercidae
- Polyphagidae
- Nocticolidae

Schemi tassonomici alternativi differiscono per l'inquadramento sistematico di alcune sottofamiglie. Pur essendo cosmopoliti, i Blattoidei sono prevalentemente diffusi nelle regioni tropicali e subtropicali. Diverse specie commensali dell'uomo sono diventate cosmopolite perché diffuse per mezzo delle navi. Le specie di maggior interesse, quelle "domestiche" sono circa 30 e rappresentano perciò una percentuale irrisoria rispetto al numero totale.

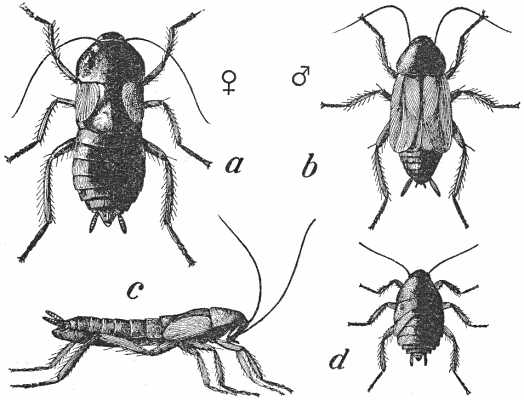
Dimorfismo sessuale della blatta comune (B. orientalis). a) femmina; b) maschio; c) femmina di lato; d) neanide.

In Europa sono rappresentate le famiglie Blaberidae, Blattellidae, Blattidae e Polyphagidae. In Italia sono rappresentate tre famiglie (Blattellidae, Blattidae e Polyphagidae), con complessive 40 specie, quasi tutte appartenenti alle Blattellidae e, nell'ambito di queste, alla sottofamiglia delle Ectobiinae.
Le specie nostrane di maggior interesse, in quanto commensali dell'uomo, sono le seguenti:
- Blatta orientalis. Nomi comuni: blatta nera, scarafaggio nero, blatta comune, blatta orientale.
- Periplaneta americana. Nomi comuni: blatta rossa, blatta americana, scarafaggio americano, scarafaggio delle navi.
- Blattella germanica. Nomi comuni: blatta grigia, fuochista.
- Supella longipalpa. Nomi comuni: blatta dei mobili, scarafaggio dalla banda marrone.

Inoltre fra le specie domestiche di grande importanza in varie regioni del mondo ci sono: Periplaneta australasiae (noto come scarafaggio australiano), Periplaneta fuliginosa, Polyphaga aegyptiaca (nota come blatta egiziana), Blatta lateralis e Blattella vaga. La Polyphaga aegyptiaca è presente anche nell'Italia meridionale, ma è considerata un'infestante secondaria perché meno frequente delle quattro specie citate in precedenza.

## Rapporti con l'uomo
Nell'immaginario collettivo, le blatte sono percepite come insetti immondi che incutono ribrezzo e disagio. Gli stessi media enfatizzano questa percezione associando la figura dello scarafaggio alla sporcizia e agli ambienti malsani. In realtà in generale i Blattoidei sono insetti poco dannosi: delle oltre 4 000 specie conosciute, quasi tutte hanno abitudini che interferiscono con le attività dell'uomo in modo marginale. Le stesse specie fitofaghe, potenzialmente dannose alle coltivazioni, sono responsabili di danni irrilevanti sotto l'aspetto economico.
Diversa è invece l'importanza delle specie commensali dell'uomo. A queste si attribuiscono due tipi di dannosità:
1. Danni economici causati alle derrate alimentari, rese inservibili dal punto di vista commerciale.
2. Danni alla salute per la trasmissione di organismi patogeni.

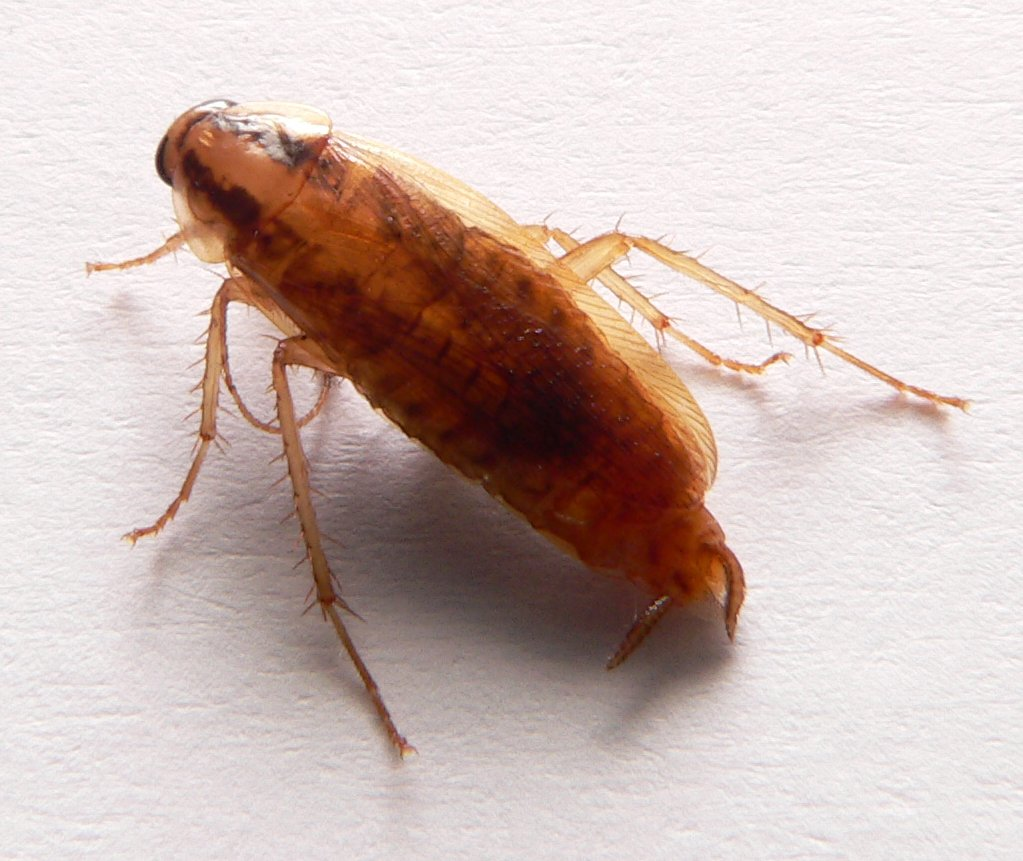
Blattella germanica, il fuochista, frequentatore delle cucine dei ristoranti, è riconoscibile per le due bande scure sul pronoto.

Per quanto riguarda il primo aspetto, il danno materiale diretto è limitato in quanto i livelli di infestazione non sono tali da provocare ingenti distruzioni delle derrate attaccate. Sotto questo aspetto le blatte sono tra gli insetti meno dannosi. Invece il danno indiretto è di rilevante entità: gli scarafaggi commensali dell'uomo per spostarsi in ambienti domestici visitano ambienti malsani, come ad esempio fognature e discariche; a causa dell'abitudine di rigurgitare parte del cibo ingerito precedentemente sul substrato e di defecare durante l'alimentazione, anche un basso livello di infestazione può rendere inservibile una partita a causa dei cattivi odori trasmessi e soprattutto dei rischi igienici derivanti dall'infestazione. Gli ambienti che possono essere frequentati sono tutti quelli che possono contenere derrate alimentari di qualsiasi natura, perciò sono suscettibili di infestazioni da scarafaggi e di contaminazioni: le abitazioni civili, i magazzini di derrate, le aziende agrarie, le industrie e i laboratori artigianali di trasformazione agroalimentare, gli esercizi di ristorazione (alberghi, ristoranti, bar, mense, ecc.), gli ospedali, le scuole, gli uffici, gli istituti di detenzione, ecc..
I rischi alla salute sono di una certa entità. Le specie che rappresentano un'emergenza sarebbero meno di una decina e sono responsabili della trasmissione di alcune fra le più importanti malattie del mondo. Infatti i Blattodei sono possibili vettori di: virus, batteri, protozoi, nematodi, cestodi, a loro volta responsabili di affezioni più o meno gravi. Fra le possibili affezioni trasmesse attraverso la contaminazione degli alimenti vi sono la dissenteria, la salmonellosi, l'epatite A, la poliomielite, la malattia del legionario. Inoltre gli scarafaggi trasmettono antigeni che causano l'insorgenza dell'asma.

## Metodi di contrasto

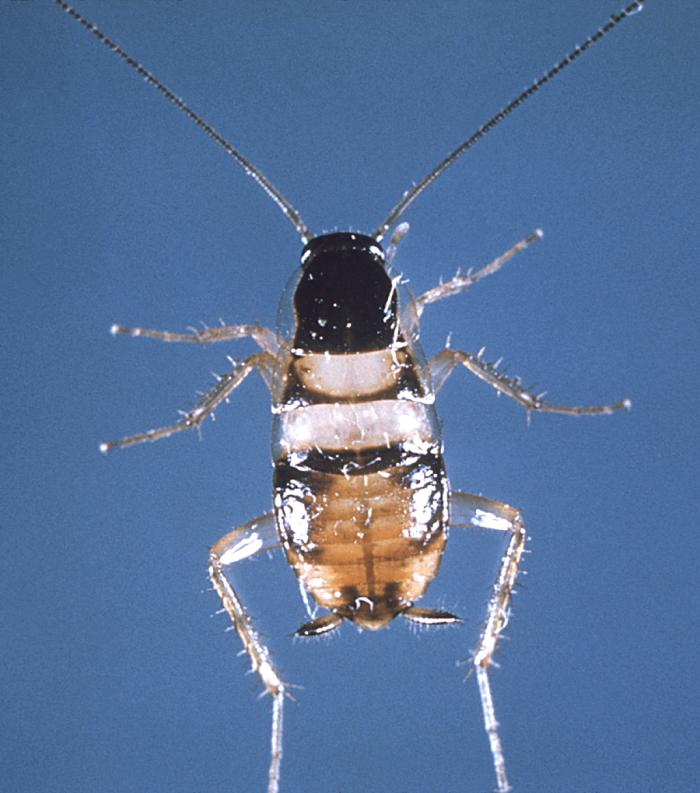
Neanide di Supella longipalpa, nota come blatta dei mobili

La difesa dagli scarafaggi si indirizza esclusivamente contro le specie "domestiche" e si attua attraverso tre tipi di intervento:
- Prevenzione
- Trattamento con esche
- Disinfestazione o deblattizzazione

La prevenzione è l'intervento di maggiore rilievo, in quanto elimina alla fonte la possibilità di infestazioni. Gli scarafaggi sono infatti attirati da ogni possibile fonte alimentare e favoriti da condizioni che ne permettono l'ingresso e l'insediamento e il rifugio. In generale vanno adottate tutte le ordinarie misure d'igiene, quali la pulizia dei locali e degli arredi, lo stoccaggio temporaneo dei rifiuti organici in adatti contenitori a chiusura, la conservazione degli alimenti in contenitori chiusi e in ambienti puliti. La manutenzione ordinaria e straordinaria degli edifici è un altro fattore di prevenzione, in quanto vanno sistematicamente rimosse le fessure nel pavimento e nella muratura, gli interstizi fra muratura e tubazioni e, in generale, tutti quelli che favoriscono l'ingresso, il passaggio o il rifugio degli insetti. La scelta degli arredi deve essere finalizzata a favorire il più possibile la pulizia degli angoli più remoti, l'ispezione e l'eventuale intervento. I punti più critici sono le cucine, i servizi igienico-sanitari, le tubazioni di scarico, gli impianti elettrici, gli scantinati e, in generale tutti gli ambienti in cui si può accumulare un certo grado di umidità.
Scopi preventivi ha anche l'irrorazione degli esterni con insetticidi per usi civili. Si tratta di prodotti attivi per contatto e ad alto potere abbattente, a base perciò di piretroidi di sintesi, eventualmente miscelati con clorpirifos; per il loro ampio spettro d'azione sono efficaci per il controllo di una vasta gamma di artropodi associati all'uomo (mosche, zanzare, formiche, zecche, scarafaggi, ecc.).
Il trattamento con esche consiste nella disposizione di trappole, innescate con attrattivi alimentari, di varia natura (trappole meccaniche, a vischio, esche avvelenate). Vanno disposte e ricambiate periodicamente nei possibili punti di passaggio quando si sospetta o si ritiene probabile l'ingresso di scarafaggi. Questa soluzione si presta generalmente per gli usi domestici.

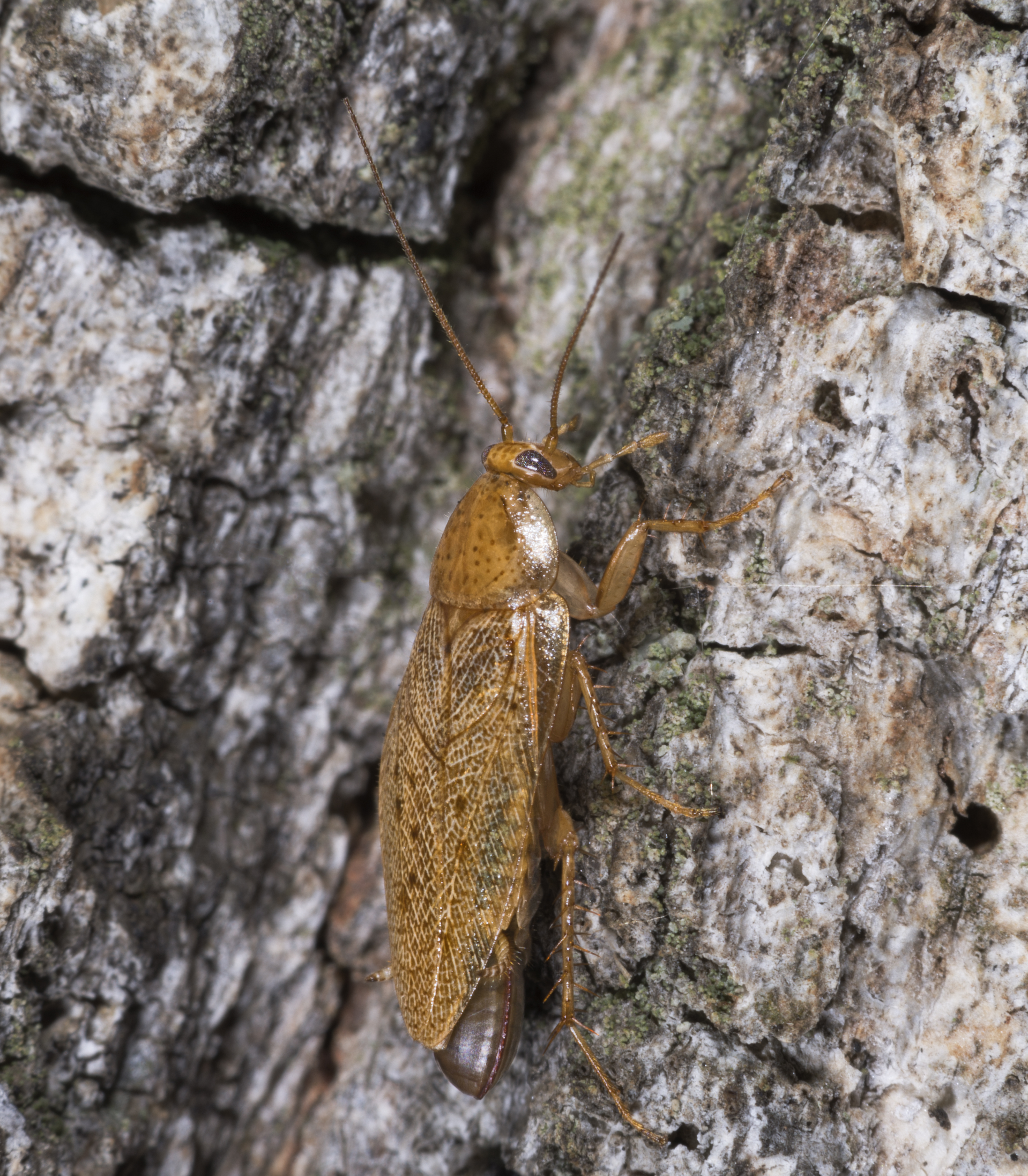
Ectobius pallidus, una blatta silvestre comune ma innocua perché non infesta le derrate alimentari

La deblattizzazione è l'intervento curativo più drastico e consiste nell'irrorazione per mezzo di nebulizzatori e atomizzatori di insetticidi, spesso combinati con un attrattivo, oppure con la fumigazione. Queste operazioni, poiché sono eseguite all'interno dei locali e richiedono la conoscenza dell'etologia e della biologia delle specie interessate, sono riservate a operatori qualificati e ditte specializzate nel settore delle disinfestazioni di ambienti civili. Fondamentale è l'adozione degli accorgimenti necessari a prevenire rischi di intossicazione di persone e animali, per quanto i prodotti impiegati siano a bassa tossicità. In genere un intervento di disinfestazione si attua in più fasi che prevedono l'ispezione, il trattamento, il successivo monitoraggio (con l'uso di trappole) e, infine, un secondo trattamento eradicante, a distanza di 3 settimane, per colpire le neanidi nate dalle ovature.
I principi attivi generalmente usati, sia per il trattamento degli esterni sia per le disinfestazioni, oppure come formulati per le esche, sono diversi piretroidi di sintesi (deltametrina, cipermetrina, ciflutrin, cifenotrin, ecc.), alcuni fosforganici (clorpirifos, diclorvos), altri prodotti (imidacloprid, acido borico). In generale un insetticida da usarsi contro gli scarafaggi, deve presentare le seguenti caratteristiche:
- Classificazione come presidio medico chirurgico: non sono ammessi i prodotti concepiti per uso agricolo, bensì quelli autorizzati per usi civili e industriali.
- Bassa tossicità: l'uso all'interno di locali a uso civile richiede necessariamente il ricorso a principi attivi che hanno una tossicità acuta o cronica relativamente bassa. Naturalmente anche il ricorso a questi prodotti presuppone l'adozione di tutte le norme in materia di sicurezza.
- Lunga persistenza, alto potere abbattente, duplice azione per contatto e per ingestione: fatta qualche eccezione, l'insetticida ha effetto sugli scarafaggi che transitano nei siti irrorati, perciò l'insetticida deve persistere per tempi relativamente lunghi (alcune settimane), agire anche con il semplice contatto dei tarsi e dell'addome con le molecole disperse sulla superficie, agire in tempi rapidi, data la velocità con cui si muovono questi insetti (potere abbattente). In caso di presenza di animali domestici come cani e gatti nell'area infestata da blattoidei vari, si sconsiglia l'uso di veleni ed esche varie per questi ultimi, in quanto possono essere appetibili (le esche) e/o potenzialmente mortali (i veleni in formato spray o spargenti) per gli animali domestici.

## Nell'arte e nella cultura
La stretta relazione fra l'uomo e alcuni Blattoidei ha inevitabilmente ispirato la citazione di questi insetti in molti contesti. Quello che segue è solo un elenco parziale dei tanti esempi.

### Letteratura e narrativa
Ne La metamorfosi, il più famoso racconto di Franz Kafka, il protagonista Gregor Samsa si sveglia un giorno tramutato in un insetto, che secondo un'interpretazione corrente è uno scarafaggio. In realtà Kafka non parla mai di scarafaggio, anzi stando al testo si tratta di tutt'altro animale. Il romanzo di Daniel Evan Weiss Gli scarafaggi non hanno re narra le vicende di una colonia di scarafaggi nell'appartamento newyorchese di un ebreo americano dal punto di vista degli scarafaggi stessi.
Il racconto Il mar delle blatte di Tommaso Landolfi (1939) è un'opera surreale e grottesca in cui i personaggi vivono situazioni fantastiche e si muovono in un mondo che ricorda quello dei grandi viaggi per mare del Cinquecento, quando negli oceani c'erano ancora i mostri marini. I mostri sono qui inverosimilmente qualcosa di terrestre: 
Il racconto da fantastico volge presto al drammatico, allorché i marinai, persa la fiducia nel comandante, si ammutinano e uno di loro uccide anche una blatta, scatenando l'ira delle sorelle.
Il romanzo di fantascienza apocalittica La piaga Efesto (The Hephaestus Plague 1973) scritto da Thomas Page vede come protagonista una singolare specie di blatte incendiarie, fuoriuscite da una fenditura del terreno a seguito di un terremoto negli Stati Uniti. Dal romanzo nel 1975 è stato tratto il film Bug - Insetto di fuoco (Bug) per la regia di Jeannot Szwarc.
La blatta appare anche come protagonista iniziale del romanzo La vampa di agosto di Andrea Camilleri (ed. Sellerio) in cui a causa di una invasione di blatte si scopre un piano sotterraneo abusivo in una casa e in esso un cadavere chiuso nel cellophane.

### Cinema
Molte sono le citazioni degli scarafaggi nella storia del cinema. In Creepshow gli scarafaggi uccidono un malvagio ricco, maniaco dell'igiene. In Men in black l'antagonista è uno scarafaggio extraterrestre che "indossa" la pelle di un contadino. In Mimic una specie mutante di scarafaggi, creata in laboratorio per debellare una pestilenza, si evolve fino ad assumere le dimensioni di un essere umano e attacca i passeggeri della metropolitana. In Indiana Jones e il tempio maledetto gli scarafaggi giganti sono un piatto prelibato che compare nel banchetto servito a Indiana Jones. Ne Il pasto nudo di David Cronenberg il protagonista è un disinfestatore e uno dei temi principali è l'abbondanza di scarafaggi; nel film la macchina da scrivere del protagonista, di notte, si trasforma in uno scarafaggio parlante; anche nella serie TV Heroes sono presenti molti riferimenti agli scarafaggi, in particolare nella prima stagione. Nel film Papillon il protagonista si ciba di scarafaggi per sopravvivere quando viene messo in isolamento e a pane e acqua. In A casa di Joe un ragazzo si trasferisce in un appartamento a New York e scopre ben presto di "ospitare" nella sua nuova residenza un fiume di scarafaggi parlanti e addirittura canterini. Infine nel film La ragazza di Trieste di Pasquale Festa Campanile del 1982 Nicole, la protagonista femminile interpretata da Ornella Muti, in preda a psicosi e deliri vede scarafaggi ovunque e si taglia i capelli a zero per la paura di sentirseli addosso.

### Musica
Nella musica l'esempio più famoso in Italia è l'album dei Goblin del 1978, Il fantastico viaggio del bagarozzo Mark, mentre a livello internazionale è la famosa canzone messicana La Cucaracha, il cui titolo e il cui ritornello sono dedicati allo scarafaggio. Dedicato allo scarafaggio, anche se in senso figurato, è il titolo e il ritornello di 'O scarrafone, di Pino Daniele. Nel 2011 nella trasmissione televisiva Colorado, in onda su Italia 1, il gruppo Gem Boy, noto per le famose parodie, crea una canzone intitolata Capitan Blatta.

### I Beatles
In lingua italiana si è soliti associare il nome dei Beatles agli scarafaggi, al punto da considerare l'uno la corretta traduzione dell'altro. Questa leggendaria associazione, ricorrente anche nei media più autorevoli è un errore, perché la parola inglese beetle, che la leggenda vuole sia l'origine di un gioco di parole sulla scelta del nome Beatles, significa "coleottero", non "scarafaggio".  Il termine "Beatles", che indica il noto quartetto musicale, deriva dal verbo inglese to beat (battere, ritmare, fare musica) e non ha nulla a che vedere né con scarafaggi né coleotteri o insetti vari.

### Cartoni animati
Gli scarafaggi sono presenti anche nel mondo dell'animazione. Nell'opera francese d'animazione, prodotta dalla Gaumont e Xilam Oggy e i maledetti scarafaggi, gli antagonisti del gatto Oggy sono, per l'appunto, tre scarafaggi. Un'altra apparizione è in WALL•E, dove il miglior amico del robottino è proprio uno scarafaggio. Nel anime overlord è presente un personaggio chiamato duca terrore, uno scarafaggio gigante che sta a guardia del 2 piano della catacomba del protagonista Ainz oal gown